# Momia de San Andrés
La llamada Momia de San Andrés es una momia humana perteneciente a la cultura guanche (antiguos pobladores de la isla de Tenerife, Islas Canarias, España). 
Es una de las momias mejor conservadas que se han hallado en Canarias, de ahí que haya sido una de las pocas momias guanches en tener un nombre propio: Momia de San Andrés, que hace honor a San Andrés, el lugar donde fue descubierta, de una manera similar a lo que ocurre con las momias de las ciénagas del norte de Europa como: El Hombre de Lindow, el Hombre de Grauballe y el Hombre de Tollund, entre otros.

## Características
Se trata de un hombre de unos 25 a 30 años cubierto parcialmente con piel de cabra con 6 tiras que lo rodean. La momia fue encontrada en una cueva de un barranco a las afueras de la localidad de San Andrés (Santa Cruz de Tenerife, España).
Sin embargo, esta no es la única momia aborigen descubierta en el Valle de San Andrés, aunque las demás no presentan la gran calidad de conservación y el exhaustivo proceso de momificación que presenta la Momia de San Andrés. La zona de la isla de Tenerife en donde fue encontrada esta momia, el macizo de Anaga, es un lugar rico en hallazgos arqueológicos. Se cree que pudo ser un Mencey (rey aborigen) o un personaje destacado en la sociedad guanche de la época. 
Está considerada como la mejor y la más representativa momia guanche que se conserva en el Museo de la Naturaleza y la Arqueología, donde yace junto a otras momias, pues su imagen aparece en folletos y libros relacionados con los guanches.

## Descubrimiento

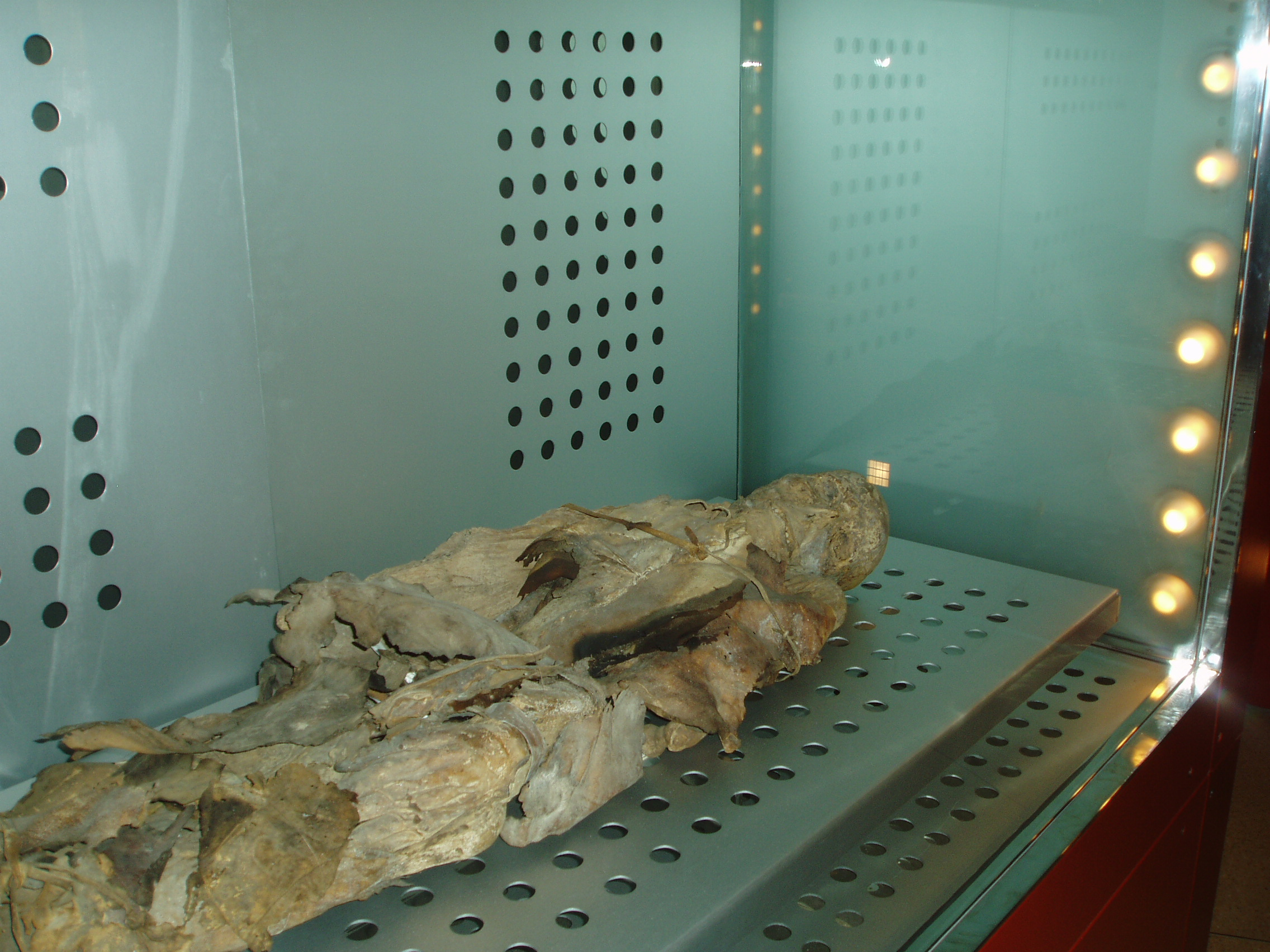
La conocida como "Momia de San Andrés" en el Museo de la Naturaleza y la Arqueología de Santa Cruz de Tenerife.

No se sabe a ciencia cierta el año exacto de su descubrimiento, aunque se sabe que fue encontrada en una cueva de un barranco a las afueras de la localidad de San Andrés sobre una plancha de madera y con varios cuencos a su lado a modo de ofrendas para el Más Allá, actualmente la plancha de madera no se exhibe al público. 
Tras su descubrimiento fue expuesta en el Museo Municipal de Santa Cruz de Tenerife, hasta que, en 1958 pasó a formar parte de las colecciones del Museo de la Naturaleza y la Arqueología de Santa Cruz de Tenerife, donde se encuentra actualmente.

## Datos sobre la momia
- Sexo: varón.
- Edad: de 25 a 30 años aproximadamente.
- Cultura: guanche.
- Tipo de momificación: momia ceremonial.
- Tipo de enterramiento: cueva de enterramiento.
- Lugar: Valle de San Andrés, Anaga (Santa Cruz de Tenerife).
- Exhibida en: El Museo de la Naturaleza y la Arqueología (Santa Cruz de Tenerife), junto con otras momias guanches conservadas.
- Otros datos de interés: Encontrada sobre una plancha de madera (actualmente esta plancha no se exhibe al público).